# Frederic Raphael
Frederic Michael Raphael (Chicago, 14 agosto 1931) è uno scrittore e sceneggiatore statunitense, vincitore del premio Oscar alla migliore sceneggiatura originale nel 1966 per Darling.

## Biografia
Nato a Chicago, Illinois, nel 1931, da una famiglia d'origine ebraica, si è trasferito da ragazzo in Inghilterra e ha compiuto i propri studi prima a Charterhouse e poi al St John's College di Cambridge.
Ha esordito come scrittore negli anni cinquanta e come sceneggiatore il decennio successivo, scrivendo numerosi romanzi, raccolte di racconti, saggi e sceneggiature per il cinema e per la televisione.
Tra i numerosi riconoscimenti ottenuti spiccano l'Oscar alla migliore sceneggiatura originale nel 1966 per Darling e un British Academy Film Awards nel 1965.
È principalmente noto per il travagliato lavoro di sceneggiatura di Eyes Wide Shut scritta assieme al regista Stanley Kubrick e raccontata nel libro Eyes Wide Open.

## Vita privata
Sposato con Sylvia Betty Glatt, ha avuto tre figli: Paul Simon, Stephen Matthew Joshua e Sarah Natasha, morta prematuramente nel 2001.

## Opere

### Romanzi
- Obbligato (1956)
- The Earlsdon Way (1958)
- The Limits of Love (1960)
- A Wild Surmise (1961)
- The Graduate Wife (1962)
- The Trouble with England (1962)
- Lindmann (1963)
- Darling, Milano, Garzanti, 1965 traduzione di Mariapaola Ricci Dettore
- Orchestra and Beginners (1967)
- Like Men Betrayed (1970)
- Who Were You With Last Night? (1971)
- April, June and November (1972)
- Richard's Things (1973)
- California Time (1975)
- The Glittering Prizes (1976)
- Heaven and Earth (1985)
- Dopo la guerra (After the War) (1989), Milano, Sperling & Kupfer, 1989 traduzione di Alda Carrer ISBN 88-200-0892-0.
- The Hidden Eye (1990)
- Of Gods and Men (1992)
- Coast to Coast (1998)
- Fame and Fortune (2007)
- Final Demands (2010)
- Private Views (2015)

### Racconti
- Oxbridge Blues (1979)
- Sleeps Six and other stories (1979)
- Think of England (1986)
- The Latin Lover and other stories (1994)

### Saggi
- Somerset Maugham and his World (1976)
- The Poems of Catullus con Kenneth McLeish (1979)
- The List of Books: A Library of Over 3000 Works con Kenneth McLeish (1981)
- The Necessity of Anti-Semitism (1998)
- Popper: Historicism and Its Poverty (1998)
- Eyes Wide Open (1999), Torino, Einaudi, 1999 traduzione di Norman Gobetti ISBN 88-06-15318-8
- Personal Terms (2001)
- The Benefit of Doubt (2003)
- A Spoilt Boy: A Memoir of a Childhood (2003)
- Rough Copy: Personal Terms 2 (2004)
- Cuts and Bruises: Personal Terms 3 (2006)
- Some Talk of Alexander: A Journey Through Space and Time in the Greek World (2006)
- Literary Genius: 25 Classic Writers Who Define English & American Literature (2007)
- Ifs and Buts (2011)
- How Stanley Kubrick Met His Waterloo (2011)
- A Jew Among Romans: The Life and Legacy of Flavius Josephus (2013)
- Distant Intimacy: A Friendship in the Age of the Internet (2013)
- Going Up, Autobiogaphy(2015)
- Anti-Semitism (2015)

## Filmografia parziale

### Cinema
- Il cadavere in cantina (Nothing But the Best) (1964) regia di Clive Donner
- Darling (1965) regia di John Schlesinger
- Via dalla pazza folla (Far from the Madding Crowd) (1967) regia di John Schlesinger
- Due per la strada (Two for the Road) (1967) regia di Stanley Donen
- A Severed Head (1970) regia di Dick Clement
- Daisy Miller (1974) regia di Peter Bogdanovich
- Richard's Things (1981) regia di Anthony Harvey
- Eyes Wide Shut (1999) regia di Stanley Kubrick

### Televisione
- The Glittering Prizes (1976) (serie TV)
- Hunter il selvaggio (Rogue Male) (1976) regia di Clive Donner (film TV)
- Oxbridge Blues (1984) (serie TV)
- Donne e uomini - Storie di seduzione (Women and Men: Stories of Seduction) (1990) (film TV)
- After the War (1990) (serie TV)
- The Man in the Brooks Brothers Suit (1991)
- Coast to Coast (2003) regia di Paul Mazursky (film TV)